# Климент XIII
Климент XIII (лат. Clemens PP. XIII, в миру Карло делла Торре ді Рецоніко італ. Carlo della Torre di Rezzonico) (7 березня 1693, Венеція, Венеційська республіка — 2 лютого 1769, Рим, Папська держава) — двісті сорок восьмий папа римський з 6 липня 1758 року по 2 лютого 1769 рік.

## Клерикальна кар'єра
Карло делла Торре ді Рецоніко походив із сім'ї венеційських аристократів. Навчався в Падуї. Перед призначенням в кардинали у 1737 році був капеланом у папи та апостольським протонотарем у Римській Курії. 1743 року стає єпископом у Падуї.

## Понтифікат
Конклав обрав Карло делла Торе Рецоніка 6 липня 1758 року новим папою римським, і той обрав собі ім'я Климент XIII. Сприяв розвитку ордену єзуїтів, який в той час мав противників серед можновладців. 7 січня підтвердив права ордену в своїй буллі Apostolicum pascendi munus. Особливу критику отримали Франція та Іспанія, які витіснили орден зі своїх країн.
Підтримував у Римі існування мистецьких колоній Німеччини, Франції та Англії, які займалися не лише релігійними темами. На 3 лютого 1769 року скликав конференцію кардиналів, на якій мали дискутувати про стан церкви, однак увечері 2 лютого 1769 року несподівано помер.